# Nuoto ai campionati europei di nuoto 2018 - 200 metri rana femminili
La gara dei 200 metri rana femminili degli Europei 2018 si è svolta il 6 e 7 agosto 2018. Al mattino del 6 agosto si sono svolte le batterie e nel pomeriggio le semifinali, mentre la finale si è disputata nel pomeriggio del 7 agosto.

## Podio
| Pos.    | Atleta         | Nazione     |
| ------- | -------------- | ----------- |
| Oro     | Julija Efimova | Russia      |
| Argento | Jessica Vall   | Spagna      |
| Bronzo  | Molly Renshaw  | Regno Unito |

## Record
Prima della manifestazione il record del mondo (RM), il record europeo (EU) e il record dei campionati (RC) erano i seguenti:
|  | 2'19"11 | Rikke Møller Pedersen | 1º agosto 2013 Barcellona |
|  | 2'19"11 | Rikke Møller Pedersen | 1º agosto 2013 Barcellona |
|  | 2'19"84 | Rikke Møller Pedersen | 22 agosto 2014 Berlino    |

Durante la competizione non sono stati migliorati record.

## Risultati

### Batterie
| Pos. | Batteria | Corsia | Atleta                  | Nazionalità | Tempo       | Note        |
| ---- | -------- | ------ | ----------------------- | ----------- | ----------- | ----------- |
| 1    | 4        | 3      | Rikke Møller Pedersen   | Danimarca   | 2'25"73     | Q           |
| 2    | 3        | 7      | Thea Blomsterberg       | Danimarca   | 2'25"98     | Q           |
| 3    | 4        | 5      | Marina García Urzainqui | Spagna      | 2'26"01     | Q           |
| 4    | 2        | 5      | Vitalina Simonova       | Russia      | 2'26"82     | Q           |
| 5    | 3        | 4      | Molly Renshaw           | Regno Unito | 2'26"88     | Q           |
| 6    | 2        | 4      | Jessica Vall            | Spagna      | 2'26"94     | Q           |
| 7    | 4        | 8      | Victoria Kaminskaya     | Portogallo  | 2'27"34     | Q           |
| 8    | 3        | 5      | Chloé Tutton            | Regno Unito | 2'27"37     | Q           |
| 9    | 4        | 4      | Julija Efimova          | Russia      | 2'27"66     | Q           |
| 10   | 3        | 3      | Jessica Steiger         | Germania    | 2'27"71     | Q           |
| 11   | 3        | 6      | Francesca Fangio        | Italia      | 2'27"77     | Q           |
| 12   | 2        | 8      | Anna Wermuth            | Danimarca   | 2'27"78     |             |
| 13   | 2        | 7      | Lisa Mamie              | Svizzera    | 2'27"80     | Q           |
| 14   | 2        | 3      | Fanny Lecluyse          | Belgio      | 2'28"77     | Q           |
| 15   | 3        | 2      | Fanny Deberghes         | Francia     | 2'29"07     | Q           |
| 16   | 4        | 6      | Viktoriya Zeynep Güneş  | Turchia     | 2'29"33     | Q           |
| 17   | 2        | 2      | Anna Pirovano           | Italia      | 2'29"46     | Q           |
| 18   | 3        | 1      | Stina Colleou           | Norvegia    | 2'29"58     |             |
| 19   | 4        | 9      | Weronika Hallmann       | Polonia     | 2'30"59     |             |
| 20   | 2        | 1      | Raquel Pereira          | Portogallo  | 2'30"05     |             |
| 21   | 4        | 1      | Sophie Hansson          | Svezia      | 2'31"05     |             |
| 22   | 4        | 2      | Kotryna Teterevkova     | Lituania    | 2'31"31     |             |
| 23   | 1        | 3      | Maria Romanjuk          | Estonia     | 2'31"64     |             |
| 24   | 3        | 8      | Anastasya Gorbenko      | Israele     | 2'31"70     |             |
| 25   | 3        | 9      | Sara Staudinger         | Svizzera    | 2'32"04     |             |
| 26   | 1        | 2      | Alina Zmushka           | Bielorussia | 2'32"13     |             |
| 27   | 4        | 7      | Jenna Laukkanen         | Finlandia   | 2'32"28     |             |
| 28   | 2        | 0      | Jessica Eriksson        | Svezia      | 2'32"41     |             |
| 29   | 4        | 0      | Tjaša Vozel             | Slovenia    | 2'33"10     |             |
| 30   | 3        | 0      | Andrea Podmaníková      | Slovacchia  | 2'34"01     |             |
| 31   | 1        | 6      | Nikoleta Trníková       | Slovacchia  | 2'36"01     |             |
| 32   | 1        | 5      | Elena Guttiman          | Austria     | 2'36"96     |             |
| 33   | 2        | 9      | Alexandra Schegoleva    | Cipro       | 2'38"65     |             |
| 34   | 1        | 4      | Lea Polonsky            | Israele     | 2'39"45     |             |
| DNS  | 2        | 6      | Fantine Lesaffre        | Francia     | Non partita | Non partita |

### Semifinali

#### Semifinale 1
| Pos. | Corsia | Atleta            | Nazionalità | Tempo   | Note |
| ---- | ------ | ----------------- | ----------- | ------- | ---- |
| 1    | 3      | Jessica Vall      | Spagna      | 2'25"94 | Q    |
| 2    | 6      | Chloé Tutton      | Regno Unito | 2'26"62 | Q    |
| 3    | 2      | Jessica Steiger   | Germania    | 2'26"84 | Q    |
| 4    | 5      | Vitalina Simonova | Russia      | 2'26"89 |      |
| 5    | 4      | Thea Blomsterberg | Danimarca   | 2'27"29 |      |
| 6    | 1      | Fanny Deberghes   | Francia     | 2'28"16 |      |
| 7    | 8      | Anna Pirovano     | Italia      | 2'29"21 |      |
| 8    | 7      | Lisa Mamie        | Svizzera    | 2'29"35 |      |

#### Semifinale 2
| Pos. | Corsia | Atleta                  | Nazionalità | Tempo   | Note |
| ---- | ------ | ----------------------- | ----------- | ------- | ---- |
| 1    | 2      | Julija Efimova          | Russia      | 2'23"49 | Q    |
| 2    | 3      | Molly Renshaw           | Regno Unito | 2'24"39 | Q    |
| 3    | 4      | Rikke Møller Pedersen   | Danimarca   | 2'24"56 | Q    |
| 4    | 5      | Marina García Urzainqui | Spagna      | 2'24"67 | Q    |
| 5    | 1      | Fanny Lecluyse          | Belgio      | 2'25"76 | Q    |
| 6    | 8      | Viktoriya Zeynep Güneş  | Turchia     | 2'27"14 |      |
| 7    | 6      | Victoria Kaminskaya     | Portogallo  | 2'27"19 |      |
| 8    | 7      | Francesca Fangio        | Italia      | 2'28"52 |      |

### Finale
| Pos. | Corsia | Atleta                  | Nazionalità | Tempo        | Note         |
| ---- | ------ | ----------------------- | ----------- | ------------ | ------------ |
|      | 4      | Julija Efimova          | Russia      | 2'21"31      |              |
|      | 7      | Jessica Vall            | Spagna      | 2'23"02      |              |
|      | 3      | Molly Renshaw           | Regno Unito | 2'23"43      |              |
| 4    | 5      | Marina García Urzainqui | Spagna      | 2'23"63      |              |
| 5    | 6      | Rikke Møller Pedersen   | Danimarca   | 2'24"73      |              |
| 6    | 2      | Fanny Lecluyse          | Belgio      | 2'26"01      |              |
| 7    | 8      | Jessica Steiger         | Germania    | 2'27"66      |              |
| DSQ  | 1      | Chloé Tutton            | Regno Unito | Squalificata | Squalificata |